# 小行星7082
小行星7082（英語：7082 La Serena）是一颗围绕太阳公转的小行星。1987年12月17日，艾瑞克·怀特·埃尔斯特、G. Pizarro在拉西拉天文台发现了此天体。
这颗小行星的绝对星等为160.15079030等。